# 6.º Prêmio Jabuti
O 6º Prêmio Jabuti foi realizado em 1964, premiando obras literárias referentes a lançamentos de 1963.

## Prêmios
Os premiados foram:
| Categoria                        | Obra                             | Autor               |
| Personalidade literária do ano   |                                  | Fernando Azevedo    |
| Capista                          | Contos da Condessa de Segur      | Mogens Öve Osterbye |
| Ciências Exatas                  | Matemática curso moderno         | Osvaldo Sangiorgi   |
| Ciências Humanas (exceto Letras) | Corpo e alma do Brasil           | Florestan Fernandes |
| Contos / Crônicas / Novelas      | Malagueta, Perus e Bacanaço      | João Antônio        |
| História literária               | História da Literatura Ocidental | Otto Maria Carpeaux |
| Ilustrações                      | Santa Maria do Belém, Grão Pará  | Percy Lau           |
| Literatura infantil              | O cachorrinho samba na Rússia    | Maria José Dupré    |
| Poesia                           | História da caricatura no Brasil | Herman Lima         |
|                                  | Solombra                         | Cecília Meireles    |
| Romance                          | Grotão do café amarelo           | Francisco Marins    |

## Ver Também
- Prêmio Prometheus
- Os 100 livros Que mais Influenciaram a Humanidade
- Nobel de Literatura